# The Man with the Golden Gun

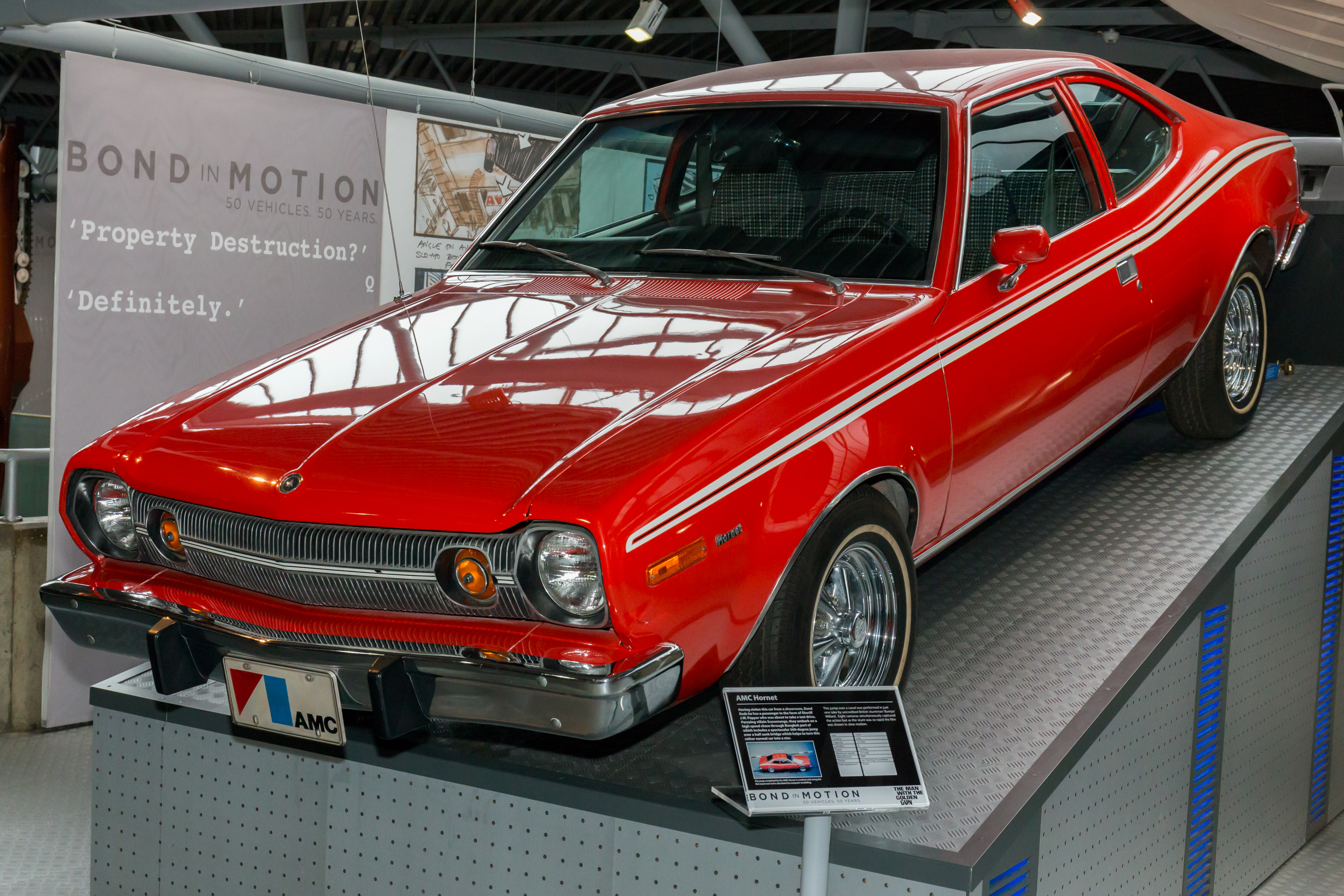
AMC Hornet die in de film is gebruikt

The Man with the Golden Gun is de negende James Bondfilm geproduceerd door EON Productions, met Roger Moore als James Bond. De film is uitgebracht in 1974. Hij is gebaseerd op het gelijknamige boek uit 1965. De film speelt zich af tegen de achtergrond van de oliecrisis van 1973.

## Verhaal
Francisco Scaramanga − naar wie de titel van de film verwijst − is een zeer dure huurmoordenaar (het kost zeker een miljoen dollar om hem in te huren) met een opvallend wapen, een gouden pistool waarmee hij gouden kogels kan afschieten. Er is niet veel over deze man bekend, behalve zijn favoriete wapen en dat hij een derde tepel heeft.
In het begin van de film ontvangt MI6 zo'n gouden kogel, waarin "007" is gekrast, het codenummer van James Bond. Omdat hieruit de conclusie wordt getrokken dat Bond Scaramanga's volgende slachtoffer zal zijn, wordt hij door M van zijn huidige missie − het vinden van de wetenschapper Gibson, die een nieuwe techniek om zonne-energie te benutten ontwikkeld heeft − gehaald tot het gevaar is geweken. Bond besluit echter om Scaramanga te vinden voordat deze hem vindt.
Bond gaat naar een club in Beiroet, alwaar collega 002 een aantal jaar geleden door Scaramanga gedood werd. Via een buikdanseres die getuige was van de moord weet Bond de kogel in handen te krijgen. Die kogel wordt door Q en een van zijn assistenten herkend als een product van wapenmaker Lazar, een Portugees in Macau die op bestelling exclusieve wapens maakt. Lazar levert zijn gouden kogels in een casino volgens afspraak af aan Andrea Anders (Maud Adams), de maîtresse van Scaramanga. Bond volgt haar naar Hongkong, waar hij zijn vroegere collega Mary Goodnight (Britt Ekland) ontmoet, en dwingt haar te vertellen dat Scaramanga 's avonds een afspraak heeft in de Bottoms Up Club. Als Bond daarheen gaat wordt echter iemand anders door Scaramanga gedood: de wetenschapper, die Bond in de vorige missie moest opsporen, is het slachtoffer van Scaramanga. Scaramanga's handlanger de dwerg Nick Nack (Hervé Villechaize, later vooral bekend van de televisieserie Fantasy Island) steelt de solex agitator, een belangrijk onderdeel van de techniek om zonne-energie te winnen. Bond wordt ter plekke meegenomen door een zekere luitenant Hip, die echter een agent van MI6 blijkt en hem naar het plaatselijke station in een scheepswrak brengt.
Bond beseft dat de naar MI6 opgestuurde kogel vals was: als Scaramanga Bond moest doden, had hij dat die avond immers kunnen doen. Hip is echter te weten gekomen dat Gibson tot voor kort werkte voor Hai Fat, een zakenman in Bangkok. Bond acht het onwaarschijnlijk dat de twee elkaar ontmoet hebben (zodat Hai Fats handen schoon blijven) en maakt hierop contact met Hai Fat, waarbij hij zich uitgeeft voor Scaramanga, compleet met valse derde tepel. Hai Fat heeft Scaramanga echter wel ontmoet en lokt Bond in de val. Bond wordt naar Hai Fats school voor vechtkunst gebracht om daar in gevechten gedood te worden. Hij ontkomt echter, met behulp van Hip (wiens nichtjes karate-experts blijken) en ontkomt uiteindelijk met een motorboot. Hai Fat, die Scaramanga tot zijn compagnon heeft gemaakt, besluit om onder te duiken maar wordt dan zelf door Scaramanga doodgeschoten. Scaramanga gaat vervolgens met de solex agitator aan de haal.
Bonds onderzoek zit vast en hij maakt zich op voor een romantische avond met Goodnight, die ook was meegestuurd naar Bangkok. De plannen worden echter onverwacht onderbroken als Andrea Anders plotseling zijn hotelkamer inkomt. Ze is doodsbang voor Scaramanga en had de kogel naar MI6 gestuurd in de hoop dat James Bond hem zou doden. Bond leek haar namelijk de enige die Scaramanga zou kunnen verslaan: Scaramanga kent hem en is een en al bewondering voor Bond. Anders belooft de solex agitator te stelen en aan Bond te leveren als hij Scaramanga doodt.
Bond heeft een ontmoeting met Anders tijdens een thaibokswedstrijd, waarbij Hip een oogje in het zeil houdt, vermomd als pindaverkoper. Anders blijkt echter neergeschoten en Scaramanga komt naast Bond zitten om hem zijn respect te betuigen en te waarschuwen zich er niet mee te bemoeien. Toch slaagt Bond erin om de solex agitator te vinden en via Hip weg te smokkelen. Hip geeft het apparaat aan Goodnight door en zegt haar dat Bond onder schot wordt gehouden door een dwerg. Hierdoor herkent Goodnight Nick Nack als hij naar buiten komt en probeert een zender in Scaramanga's auto te stoppen, maar wordt ontvoerd. Bond steelt een auto, met daarin zijn oude bekende Sheriff J.W. Pepper die toevallig in Bangkok op vakantie was, en zet de achtervolging in. Scaramanga slaagt er echter in om zijn auto op tijd om te bouwen tot een vliegtuig.
Via de zender ontdekt de MI6 waar Scaramanga's eiland ligt. Omdat het eiland in Chinese wateren ligt mag Bond er officieel niet heen, dus spreekt hij met M af erheen te gaan zonder dat M er officieel van weet. Op het eiland wordt hij vriendelijk onthaald door Scaramanga, die Bond uitnodigt voor het diner. Vervolgens wil Scaramanga een ouderwets duel met Bond. Daarbij lokt hij Bond zijn trainingshuis binnen. Bond slaagt er aldaar echter in om zichzelf te verwisselen met een wassen beeld van hemzelf, zodat hij Scaramanga in de val kan lokken en neerschieten. Goodnight heeft ondertussen een technicus van Scaramanga in een vat met helium gesmeten, zodat Scaramanga's energiecentrale dreigt te ontploffen. Bond slaagt erin op tijd de solex agitator te verwijderen en vlucht met Goodnight op Scaramanga's jonk. Nick Nack probeert hen nog aan te vallen, maar wordt door Bond overmeesterd en gevangengezet.

## Filmlocaties
- Londen, Engeland
- Beiroet, Libanon
- Pinewood Studio's, Londen
- Rajdemnern Stadium in Bangkok, Thailand
- Phuket, Thailand
- Bangkok, Thailand
- Thonburi, Thailand
- Hongkong Peninsula Hotel in Hongkong (destijds Brits, tegenwoordig onderdeel van de Volksrepubliek China)
- Hongkong Dragon Garden in Hongkong
- Hongkong Bottoms Up Club in Hongkong
- Khao Ping Kan Island in de Phang Nga Bay, Phuket in Thailand
- Scaramanga's Island in de Phang Nga Bay, Phuket in Thailand
- Macau, (destijds Portugees, tegenwoordig onderdeel van de Volksrepubliek China

## Rolverdeling
| Acteur            | Personage                                       |
| ----------------- | ----------------------------------------------- |
| Roger Moore       | James Bond                                      |
| Bernard Lee       | M                                               |
| Lois Maxwell      | Miss Moneypenny                                 |
| Desmond Llewelyn  | Q                                               |
| Christopher Lee   | Francisco Scaramanga                            |
| Britt Ekland      | Mary Goodnight                                  |
| Maud Adams        | Andrea Anders                                   |
| Hervé Villechaize | Nick Nack                                       |
| Clifton James     | Sheriff J.W. Pepper                             |
| Richard Loo       | Hai Fat                                         |
| Soon-Tek Oh       | Inspecteur Hip (als Soon-Taik Oh)               |
| James Cossins     | Colthorpe                                       |
| Marc Lawrence     | Rodney                                          |
| Marne Maitland    | Lazar                                           |
| Carmen du Sautoy  | Saida, buikdanseres (als Carmen Sautoy)         |
| Yao Lin Chen      | Chula (als Chan Yiu Lam)                        |
| Sonny Caldinez    | Kra, Scaramanga's hoofd beveiliging (onvermeld) |
| Francoise Therry  | Chew Mee, Hai Fats maîtresse (onvermeld)        |
| Qiu Yuen          | Nara, Hips nichtje #1 (onvermeld)               |
| Joie Vejjajiva    | Cha, Hips nichtje #2 (onvermeld)                |

## Boek en film
- De film vertoont slechts weinig overeenkomsten met de roman. De voornaamste overeenkomsten zijn de slechterik Scaramanga en Mary Goodnight.
- Mary Goodnight is in de roman veel minder onhandig.
- Scaramanga hanteert in de roman een gouden revolver[bron?]; in de film is het een pistool waar slechts één kogel in kan. Het Engelse woord gun kan zowel revolver als pistool betekenen.
- De roman speelt zich af in Jamaica, maar de film is gesitueerd in Zuidoost-Azië.
- In de roman moet Bond Scaramanga liquideren. In de film gaat hij op eigen houtje Scaramanga zoeken en draait het daarnaast ook om de Solex-agitator.

## Muziek
De originele filmmuziek werd gecomponeerd door John Barry en bij de titelsong schreef Don Black de tekst en werd het lied gezongen door Lulu. Deze muziek werd door united Artists Records uitgebracht op een soundtrackalbum.

## Bijzonderheden
- Christopher Lee, die in de film de rol van Scaramanga heeft, is een neef van Ian Fleming.
- De vliegende auto in de film is een Taylor Aerocar III, de Aerocar kon ook werkelijk vliegen.
- Het eiland gebruikt voor de opnames heet ook werkelijk Scaramanga's Island.
- De opname waarbij Bond met een auto over een brug springt is vertraagd afgespeeld omdat het te snel ging.
- De opname in de haven van Hongkong is van het wrak van de RMS Queen Elizabeth, dit schip werd echter al hernoemd in Seawise University.
- Tijdens het gesprek met M aan boord van de half gezonken RMS Queen Elizabeth (nadat Bond in een nachtclub is geweest) doet M een verwijzing naar The World of Suzie Wong, een film over een prostituee in Hong Kong.
- Eigenlijk is dit de tweede tegenstander van Bond in de filmreeks die een gouden vuurwapen gebruikt. In Goldfinger uit 1964 bediende Auric Goldfinger zich al van een gouden revolver.
- De wijze waarop Scaramanga´s derde tepel wordt weergegeven (door de zich als Scaramanga voordoende James Bond) is niet correct daar de derde tepel zich horizontaal naast de rechtertepel bevindt. Tepels bevinden zich op de verticaal lopende melklijnen in het menselijk lichaam en een derde tepel zou zich dan ook onder een van de reguliere tepels moeten bevinden in plaats van ernaast.